# Mottola
Mottola, già Motola (IPA: [ˈmɔtːola], Motele [ˈmɔtələ] in dialetto locale), è un comune italiano di 15 099 abitanti della provincia di Taranto in Puglia. Situata su una collina a circa 387 metri sul livello del mare, è nota come la "Spia dello Ionio" per la sua vista panoramica sul Mar Ionio. Mottola fa parte del Parco naturale Terra delle Gravine, infatti, il suo territorio è caratterizzato da gravine, villaggi e chiese rupestri. Mottola è anche nota per le sue tradizioni folcloristiche e le feste locali.

## Geografia fisica

### Territorio
(Michele Lentini)

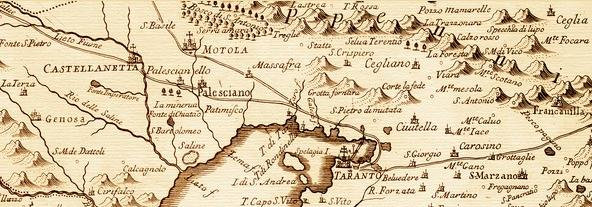
Murgia meridionale

Mottola, situata nella parte sud della Murgia, sorge su una collina di 387 m s.l.m., a ridosso del Mar Ionio. Il suo territorio raggiunge circa i 70 m s.l.m. di altezza minima e i 506 m s.l.m. di altezza massima. Il territorio comunale confina a nord con Noci, a nord-ovest con Gioia del Colle, a nord-est con Alberobello e Martina Franca, a ovest con Castellaneta e a sud-est con Massafra, a sud con Palagiano e Palagianello. Il territorio di Mottola è caratterizzato dalla presenza di gravine, di boschi (di pino o di quercia) e anche di zone con macchia mediterranea spontanea.

### Clima
La breve distanza dal mare (circa 10 km dallo Ionio) mitiga il clima di Mottola, che pure è posta in collina. La temperatura media, infatti, è attorno agli 8-9 °C nel periodo invernale, per poi passare a 22-25°in quello estivo, con minimi termici nelle notti invernali che scendono anche al di sotto di 2° e con massimi di 26°-32° nei pomeriggi di agosto.
Nella tabella sottostante sono riportati i valori medi che si registrano nell'Arco Ionico tarantino, di cui anche il territorio di Mottola fa parte:
| Mese                       | Mesi | Mesi | Mesi | Mesi | Mesi | Mesi | Mesi | Mesi | Mesi | Mesi | Mesi | Mesi | Stagioni | Stagioni | Stagioni | Stagioni | Anno |
| Mese                       | Gen  | Feb  | Mar  | Apr  | Mag  | Giu  | Lug  | Ago  | Set  | Ott  | Nov  | Dic  | Inv      | Pri      | Est      | Aut      | Anno |
| -------------------------- | ---- | ---- | ---- | ---- | ---- | ---- | ---- | ---- | ---- | ---- | ---- | ---- | -------- | -------- | -------- | -------- | ---- |
| T. max. media (°C)         | 11,8 | 12,8 | 14,9 | 18,3 | 23,1 | 27,5 | 30,4 | 30,5 | 26,5 | 21,4 | 16,8 | 13,4 | 12,7     | 18,8     | 29,5     | 21,6     | 20,6 |
| T. min. media (°C)         | 4,6  | 4,9  | 6,5  | 8,7  | 12,5 | 16,4 | 19,0 | 19,2 | 16,5 | 12,8 | 9,0  | 6,2  | 5,2      | 9,2      | 18,2     | 12,8     | 11,4 |
| Precipitazioni (mm)        | 59   | 58   | 54   | 36   | 33   | 23   | 22   | 23   | 37   | 73   | 73   | 63   | 180      | 123      | 68       | 183      | 554  |
| Umidità relativa media (%) | 77,8 | 76,6 | 75,4 | 72,9 | 70,2 | 65,7 | 61,8 | 63,6 | 70,0 | 76,0 | 78,9 | 78,9 | 77,8     | 72,8     | 63,7     | 75,0     | 72,3 |

- Classificazione climatica: zona D, 1715 GG

## Origini del nome
Nonostante le numerose evidenze archeologiche e benché sulla collina di Mottola ci fosse un centro fortificato già dal IV secolo a. C., non è noto il nome di quest'antica città; quindi non è possibile stabilire un’etimologia adeguata. La prima attestazione del toponimo Motola appare solamente nel seguente passo presente in un diploma del 774 contenuto nel Chronicon S. Sophiae, nel quale il principe longobardo Arechi II comprovava una donazione rivolta al tempio di Santa Sofia di Benevento dal prete Mauro:
«Seu et eccl(esi)a S(an)c(t)i Martini que posita est in Motola in n(ost)ro territorio, ubi Maurus p(res)b(yte)r sedere videtur, cu(m) o(mn)ib(us) sibi p(er)tinentinbus sicut ipse p(res)b(yte)r p(er) sua(m) cartula(m) om(n)em conquestum suum S(an)c(t)e Sophie monasterio tradedit. Similiter et substantia Auremoni qua(m) sub n(ost)ri palatii mundio in predicti S(an)c(t)i Martini eccl(esi)a tradedit, n(ost)ra vero potestas om(ni)a hec in S(an)c(t)e Sophie monasterio firmabimus possidendu(m), et concessimus nominato monasterio S(an)c(t)e Sophie ex ipso gaio Motola territorium miliaria nove(m)»
«Anche la chiesa di S. Martino, che è posta nel nostro territorio di Motola, ove risiede il presbitero Mauro, con tutte le sue pertinenze in quanto lo stesso, con propria donazione ha consegnato tutte le sue proprietà al monastero di Santa Sofia; analogamente anche i beni di Aurimone, che egli ha consegnato alla predetta chiesa di S. Martino, ponendoli sotto la potestà del nostro palazzo; e concedemmo al suddetto monastero di S. Sofia un territorio di nove miglia nel bosco di Motola»
Già a partire dal XIX secolo, sono state formulate le prime ipotesi sull’etimo di Mottola, le quali però sono da ritenersi approssimative e prive di fondamenti scientifici. Tra queste vi sono:
- il greco Μετέωρα (Meteora), composta da μετά (metá) “in mezzo a” e ἀείρω (aeírō) “aria”, letteralmente “in mezzo all’aria, sospesa in aria”; dunque “sita in alto, sita in monte”; formulata dal letterato leveranese Girolamo Marciano e ripresa dall’arcidiacono mottolese (autore della prima monografia storica della città) Francesco Caramia, favoleggiando sul periodo ellenistico della città;[14][15]
- Metella, deonomastico del console romano Quinto Cecilio Metello Pio, figlio del Numidico, o di Caio Metello, proconsole della Iapigia nel 646; teoria ripresa da numerosi storici (Jacopo Antonio Ferrari, Marino Frezza, Luigi Tasselli) i quali si basarono su una leggendaria fondazione romana della città da parte di questi;[14][15]
- il latino munio, ovvero “incastellare, fortificare”, formulata dallo storico salentino Giacomo Arditi;[16]
- il latino mutila, ovvero “mutilata”, basandosi sul falso storico della distruzione della città del 1102.[16][17]

Analogamente, la città, essendo stata sino alla fine del XVII secolo, menzionata nelle mappe e nei documenti con una sola t (Motula, Mutula, Motola, così come nel dialetto Motele), bisogna escludere per fonetica gli etimi latini del tipo motta o mutta, e i loro derivati del tipo mutulus, col significato di “mucchio di terra, collina”, in quanto Mottola, con la doppia t, appare solo a partire dal 1700.
Dal Novecento, grazie anche alle nuove scoperte archeologiche, sono state avanzate nuove etimologie. Un’ipotesi plausibile, ma non documentata, è che Motula derivi da Metulum, antico nome della città di Mottola durante l’età peuceta, derivante dal nome della capitale, come ricordato anche dal geografo Strabone, degli Iapodi, un popolo indoeuropeo stanziato nell’Illiria: dato che gli Iapigi furono un gruppo di popolazioni proprio provenienti dall’Illiria che nel XII-XI secolo a. C. colonizzarono la Puglia, quest’ipotesi poggia su una fondazione della città dai Peuceti in quest’epoca, i quali, come consuetudine consolidata nella storia, nominarono questa nuova città come la loro capitale, e su un’affinità semantica riconducibile alla radice mediterranea *mata, ovvero “blocco, cumulo di terra”.
Un’ulteriore ipotesi, documentata dal digramma MAT di alcune monete romane, è che i Mateolani citati da Plinio il Vecchio nella sua Naturalis Historia fossero gli antichi abitanti d’una città apula denominata Mateola o Mateolum, identificabile per alcuni studiosi con Mottola, mentre per altri, per fonetica e zona di rinvenimento, con Matera.
Allo stato attuale però, data l’assenza di testimonianze documentarie, non è possibile stabilire un’etimologia certa; pertanto il dibattito è ancora aperto.

## Storia

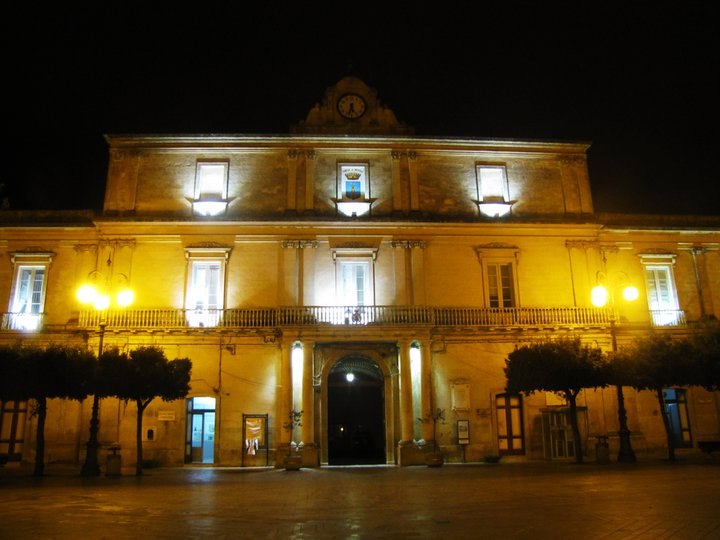
Il palazzo comunale in notturna

La collina di Mottola ha visto il suo territorio e l'agglomerato urbano interessati da ininterrotte frequentazioni umane sin dalla preistoria, come ha dimostrato il ritrovamento, nel 1899, di un ripostiglio di bronzi risalenti all'Età del Ferro. La presenza umana sulla collina durante il I millennio a.C. si desume da una collezione di bronzi (attualmente conservata nel Museo Nazionale di Taranto) recuperata nel 1899, durante lo scavo delle fondamenta di Palazzo D'Onghia (oggi tra via Mazzini e via D'Acquisto).
Coinvolta nel processo di consolidamento del territorio e dei confini del thema di Longobardia in funzione strategico-militare, venne edificata dal catapano d'Italia Basilio Boioannes nel 1023. Il castellum di cui parlano le fonti venne costruito su commissione del Boioannes dai due capi saraceni Rayca e Saffari. Altra testimonianza del castello risale al 1063, secondo il Breve chronicon Northmannicum. Questa notizia sembra suggerire una distinzione tra un insediamento fortificato (castrum) e un edificio castellare (castellum), tale per cui si dovrebbe supporre l'esistenza di una struttura castellare, separata da un insediamento fortificato, che sarebbe quello edificiato da Boioannaes in funzione antisaracena. Non è inoltre chiara la distinzione tra l'insediamento fortificato della metà dell'XI secolo e il villaggio rupestre situato presso la gravina di Petruscio (a 3 km dall'abitato), che potrebbe essere stato popolato tra IX e XI secolo nell'ambito di un processo di recupero e ricolonizzazione della regione pedemurgiana, determinata dalla conquista bizantina dopo la cacciata dei saraceni (876, conquista di Bari).

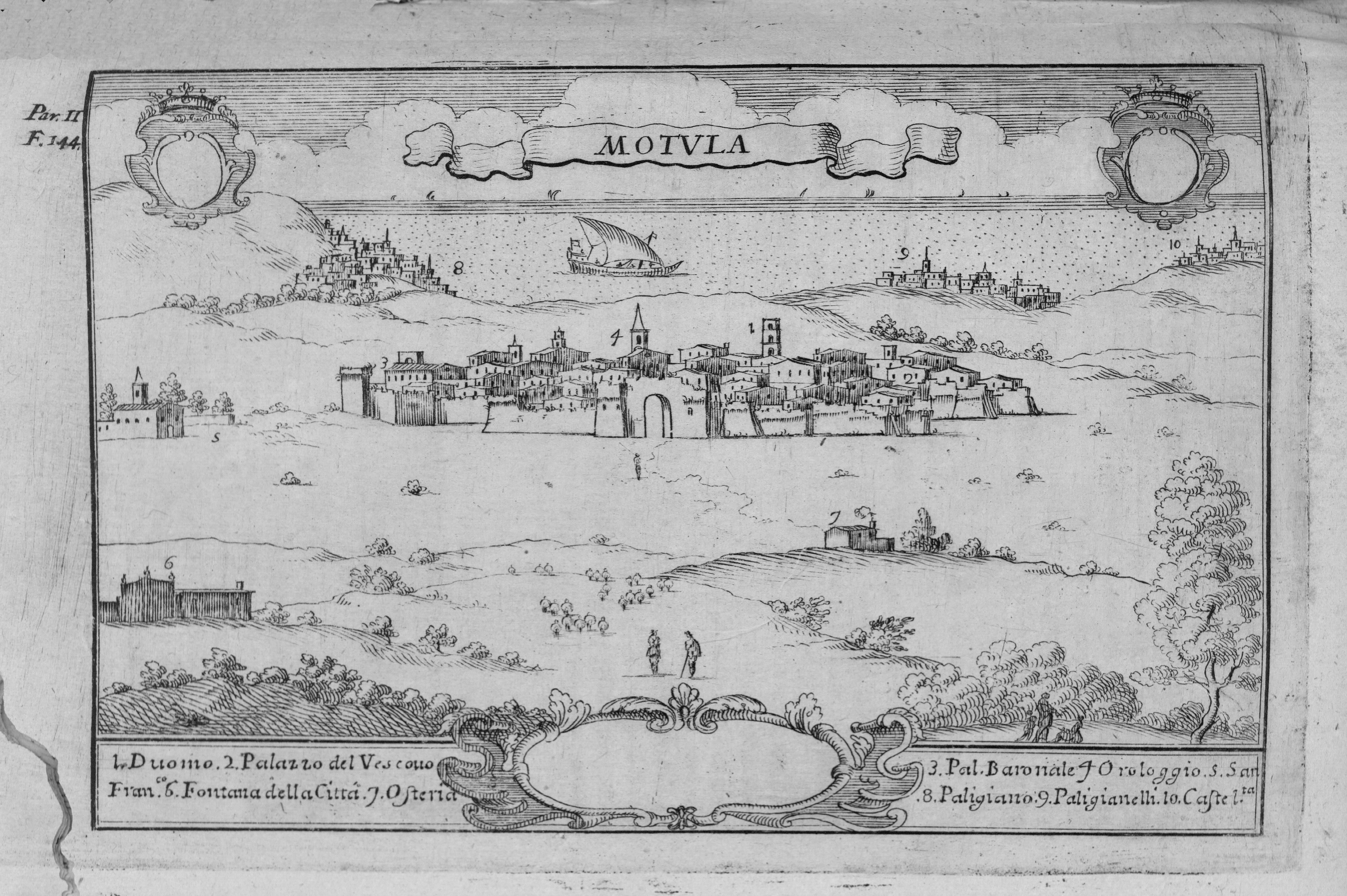
Mottola in una incisione del 1703

Deve ritenersi spuria la notizia seconda la quale nel 1102 sarebbe stata distrutta a causa del malgoverno del cancelliere tarantino Muarcaldo durante il principato di Boemondo. Durante la dominazione normanna risulta già sede vescovile e lo sarà fino al 1818, quando fu soppressa per effetto del nuovo Concordato tra Pio VII e Ferdinando I di Borbone e aggregata a Castellaneta. Intorno al 1252 fu infeudata da Manfredi di Sicilia a favore di Gervasio de Persona e quindi nel 1269, dopo la caduta degli svevi all'angioino Anselin de Toucy. Nel 1653, con atto rogato dal notaio Giovanni Angelo Durante di Napoli, il feudo di Mottola fu venduto a Francesco Caracciolo VII duca di Martina, alla cui casata rimase sottomesso sino alle leggi eversive dei feudi del 1806.
Con la Restaurazione, Mottola seguì le vicende proprie del Risorgimento nazionale, soffrì l'azione eversiva del brigantaggio e partecipò al processo di riorganizzazione politico-sociale, per il proficuo raggiungimento di una nuova fisionomia amministrativa, economica e culturale. Nel 1887 fu edificato l'attuale Palazzo Municipale, con facciata in stile neoclassico, consta di circa 70 stanze distribuite su 3 livelli attorno ad uno spazioso atrio interno (ove d'estate si svolgono eventi culturali); si affaccia sulla grande "Piazza XX Settembre" contornata da una fitta fila di alberi ornamentali di rovere. La pavimentazione evidenzia otto grandi mosaici ottagonali, realizzati in materiali lapidei e smalti vitrei, che illustrano altrettanti avvenimenti storici o leggendari della città medievale.
Durante la guerra fredda, Mottola fu una delle città scelte dallo Strategic Air Command, nel 1960, per l'installazione di una delle dieci basi missilistiche a seguito dell'operazione Deep Rock. Nello specifico, la base fu costruita nella località Monte Orsetti, tra il bosco di Sant'Antuono e la contrada Boara a circa 10 kilometri dal centro abitato. La base, seconda d'importanza solo a quella di Gioia del Colle, fu realizzata per lo schieramento di tre IRBM Jupiter, missili di 18 metri d'altezza, con gittata sino a 5500 km e una testata 100 volte superiore alle atomiche di Hiroshima e Nagasaki. Nonostante vari problemi ed incidenti, le basi ebbero un importante ruolo strategico deterrente sino al 1963, quando, dopo gli accordi di Kennedy e Chruščëv a seguito della crisi di Cuba, furono definitivamente disattivate e smantellate.

### Simboli

Stemma comunale

Mottola possedeva uno stemma fin dal Medioevo e già dal 1102 era segnato sulla porta principale della città. Tale simbolo fu utilizzato sino al 1814. Un tremendo terremoto, avvenuto nella notte del 16 gennaio 1818 fece crollare tutta la struttura della Porta Grande e lo mandò in rovina. Lo stemma rappresenta una torre con due uccelli neri (gracchi corallini) tre gracchi corallini campeggiano nello stemma dell'arcivescovo di Canterbury Thomas Becket, patrono di Mottola. Il motivo di ciò non è ancora del tutto chiaro: secondo una leggenda uno di questi uccelli volò nella cattedrale durante l'assassinio del santo, mentre secondo un'altra scuola di pensiero il motivo della loro presenza sarebbe legato all'assonanza fra il cognome di Becket ed uno dei nomi del gracchio corallino in inglese, beckit.), appollaiati in posizione frontale sulla merlatura. La torre simboleggia la fortezza e l'origine antichissima di Mottola, mentre gli uccelli vogliono significare prosperità e fortuna. Dal 1881 lo stemma viene usato dal Comune come suggello degli uffici. Il gonfalone del Municipio lo riporta fra il rosso e il bianco delle sue bande, al centro, sotto una corona marchesale. Il diritto di far uso dello stemma attuale è stato riconosciuto al Comune di Mottola con decreto del Capo del governo primo ministro segretario di Stato in data 8 marzo 1934. La descrizione, riportata nello stesso decreto è la seguente:
Il gonfalone, concesso con decreto del presidente della Repubblica del 10 settembre 1982, è un drappo partito di giallo e d'azzurro.

## Monumenti e luoghi d'interesse

### Architetture religiose

#### Chiese
- Chiesa di Santa Maria Assunta, detta Chiesa Madre (XII secolo)
- Chiesa dell'Immacolata, detta Il Convento (XIII secolo)
- Cappella dell'Annunziata (XVI secolo)
- Chiesa della Beata Vergine del Carmelo, detta Il Purgatorio (XVIII secolo)
- Chiesa della Beata Vergine del Rosario, detta Il Rosario (XVIII secolo)
- Chiesa rupestre della Madonna delle Sette Lampade (XII secolo)
- Chiesa di San Giuseppe Lavoratore (XX secolo)
- Chiesa di San Pietro (XX secolo)
- Chiesa di San Basilio Magno (XX secolo)
- Chiesa del Sacro Cuore di Gesù (XX secolo)
- Cappella della Madonna di Costantinopoli (XVI secolo)
- Cappella di San Biagio (XII secolo)
- Chiesa Cristiana Evangelica Battista (XX secolo)
- Chiesa Cristiana Evangelica Pentecostale (XX secolo)

#### Le Grotte di Dio
Verso la fine del I millennio, soprattutto sotto il dominio bizantino, grazie all'influenza dei culti orientali, nel territorio di Mottola e nelle zone circostanti i religiosi usavano deporre le vesti e dedicarsi alla preghiera. Il religioso solitamente si dedicava al culto in piccoli monasteri rurali, fondando piccole comunità monastiche, o solitamente in alcune grotte scavate anche a mani nude. Il diffondersi di queste nuove forme di culto e dei piccoli monasteri si ebbe soprattutto sotto la dominazione normanna. Con l'appoggio della Chiesa cattolica le campagne pugliesi, tra cui quella mottolese, dovettero affrontare una "ricattolicizzazione", per non lasciare traccia dei culti e delle influenze della Chiesa bizantina che in seguito ad uno scisma si divise dalla Chiesa cattolica. Nonostante la cacciata dalle terre pugliesi, nel territorio di Mottola e nelle sue chiese rupestri è fortissima l'influenza architettonica di Bisanzio, in particolar modo nel culto delle immagini sacre all'interno delle cripte. Queste immagini rappresentavano generalmente i santi. Fortunatamente, Mottola conserva ancora un notevole numero di queste "cripte" o "templi di culto".
Tra le cripte più importanti ricordiamo quelle di:
- San Nicola
- Santa Margherita
- Sant'Angelo
- San Gregorio
- Chiesa rupestre di San Cesareo diacono e martire, nei pressi di Casalrotto

In queste cripte sono ancora conservate un notevole numero di affreschi religiosi.

### Architetture civili

#### Centro storico

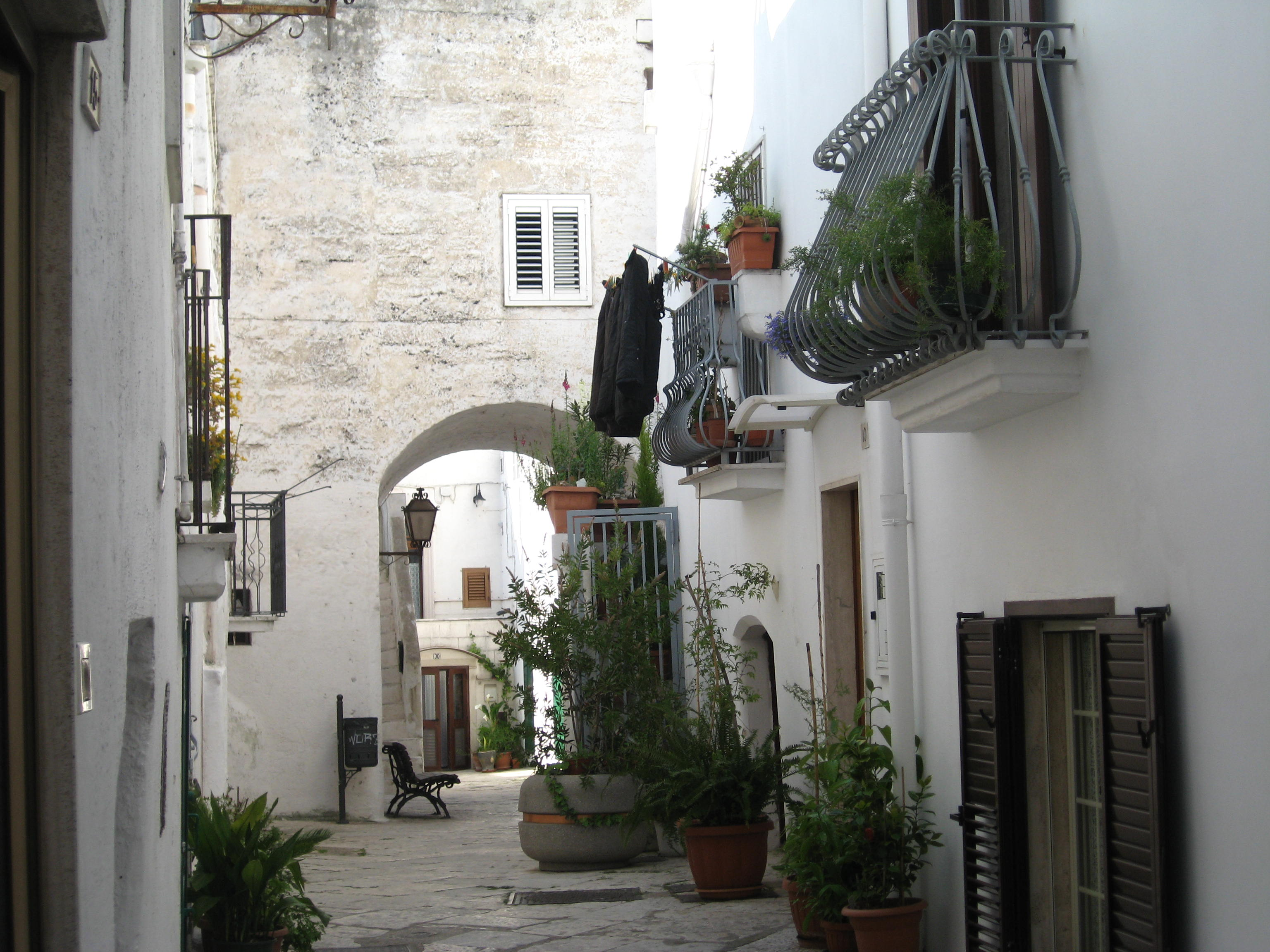
Particolare del centro storico: l'arco Fanelli

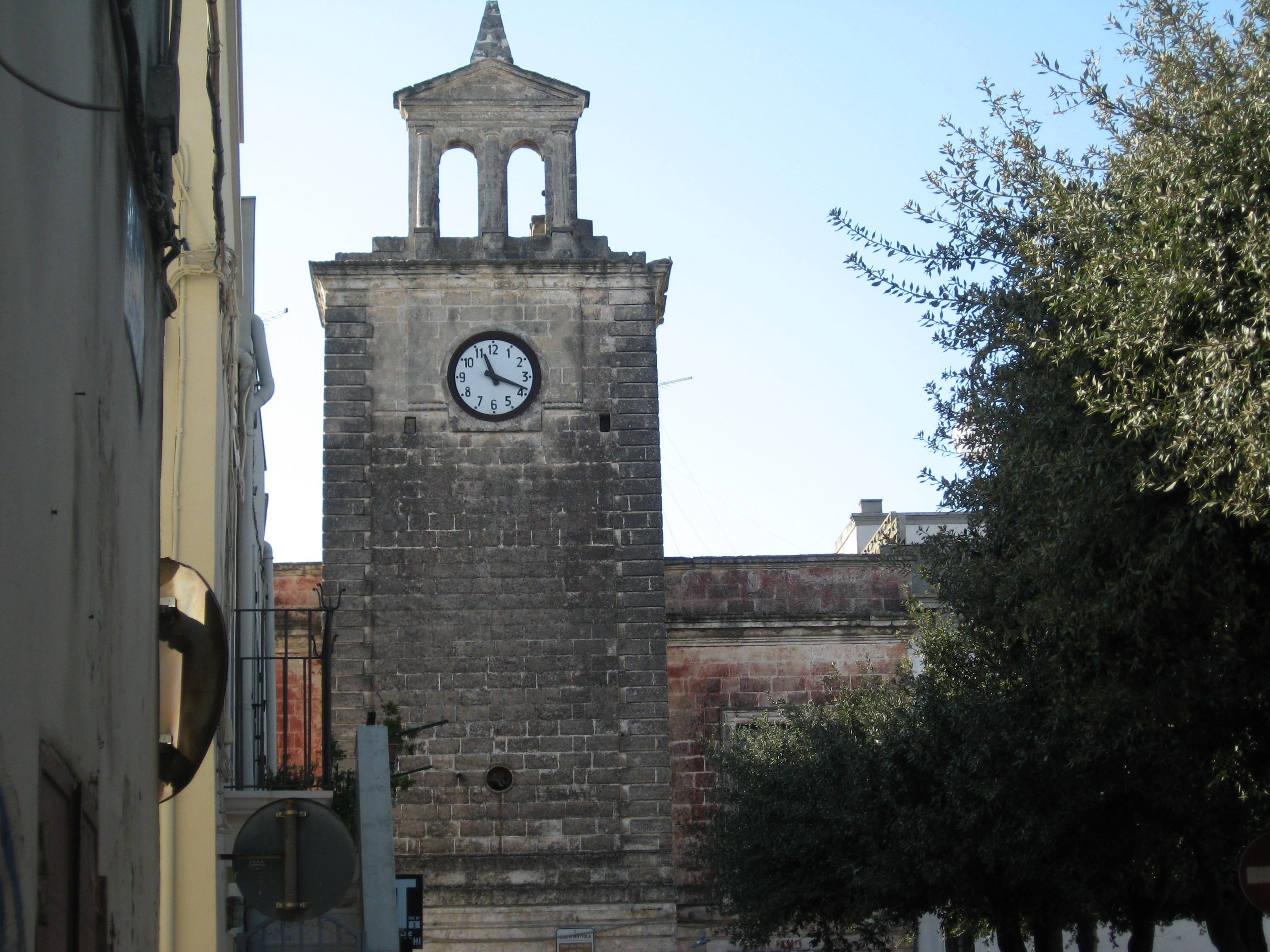
Torre dell'orologio

Il centro storico nasce nel cuore della città, la sua particolarità è quella di essere composto principalmente da case tinte di bianco. Il centro storico rappresenta uno dei luoghi più belli e più importanti dal punto di vista turistico; oltre alla moltitudine di vie, si possono trovare delle piccole piazze, in tempi antichi luoghi di incontro per la gente del luogo. La più famosa di queste piazze è Largo San Nicola e prende il nome dall'antichissimo convento di San Nicola edificato nella prima colonizzazione bizantina. Altre piccole “piazze” sono quella di Largo Chiesa Madre, che sino agli anni trenta ospitava una grande cisterna (della quale è ancora visibile il perimetro originale) e Largo Mater Domini. Altra piccola caratteristica del centro storico mottolese è il suggestivo e storico Arco Fanelli, un arco posto in un'omonima stradina risalente al XV secolo che congiunge due isolati del centro. Nel centro storico infine sono situate quattro chiese: la Chiesa dell'Immacolata Concezione, la Chiesa del Carmine, la Chiesa del Rosario e la Chiesa Madre, di epoca duecentesca, che esibisce un impianto a tre navate. All'esterno del borgo antico, ma sempre nel centro del paese si trova la piazza principale, chiamata Piazza XX Settembre e il Palazzo Municipale, costruito nel 1887 con facciata in stile neoclassico. La pavimentazione è costituita da otto mosaici ottagonali che illustrano avvenimenti storici o leggendari della città.

### Architetture militari

#### Le mura greche
Nell'estate del 1995 studi archeologi riportarono alla luce resti di poderose mura greche risalenti all'età ellenistica (IV secolo a.C.) Esse rappresentano il più antico ed illustre monumento urbano mottolese. La muratura, tipicamente greca, era formata da due cortine di blocchi di carparo ben squadrati, lunghi all'incirca 1,25 metri, ed alti circa 40-50 centimetri, e posizionati accuratamente a secco. Lo scopo principale delle mura era quello di difendere la città dagli invasori che giungevano alla collina. Le mura rivestivano per circa 1600 metri tutta l'acropoli mottolese e recentemente le ultime indagini archeologiche stanno dimostrando che un'altura così importante strategicamente era già abitata nella prima metà del secondo millennio a.C. da popolazioni di cultura protoappeninica, ed era stata già attivamente frequentata sia nell'Età del Bronzo che in quella del Ferro.

### Siti archeologici

#### Il villaggio rupestre di Petruscio

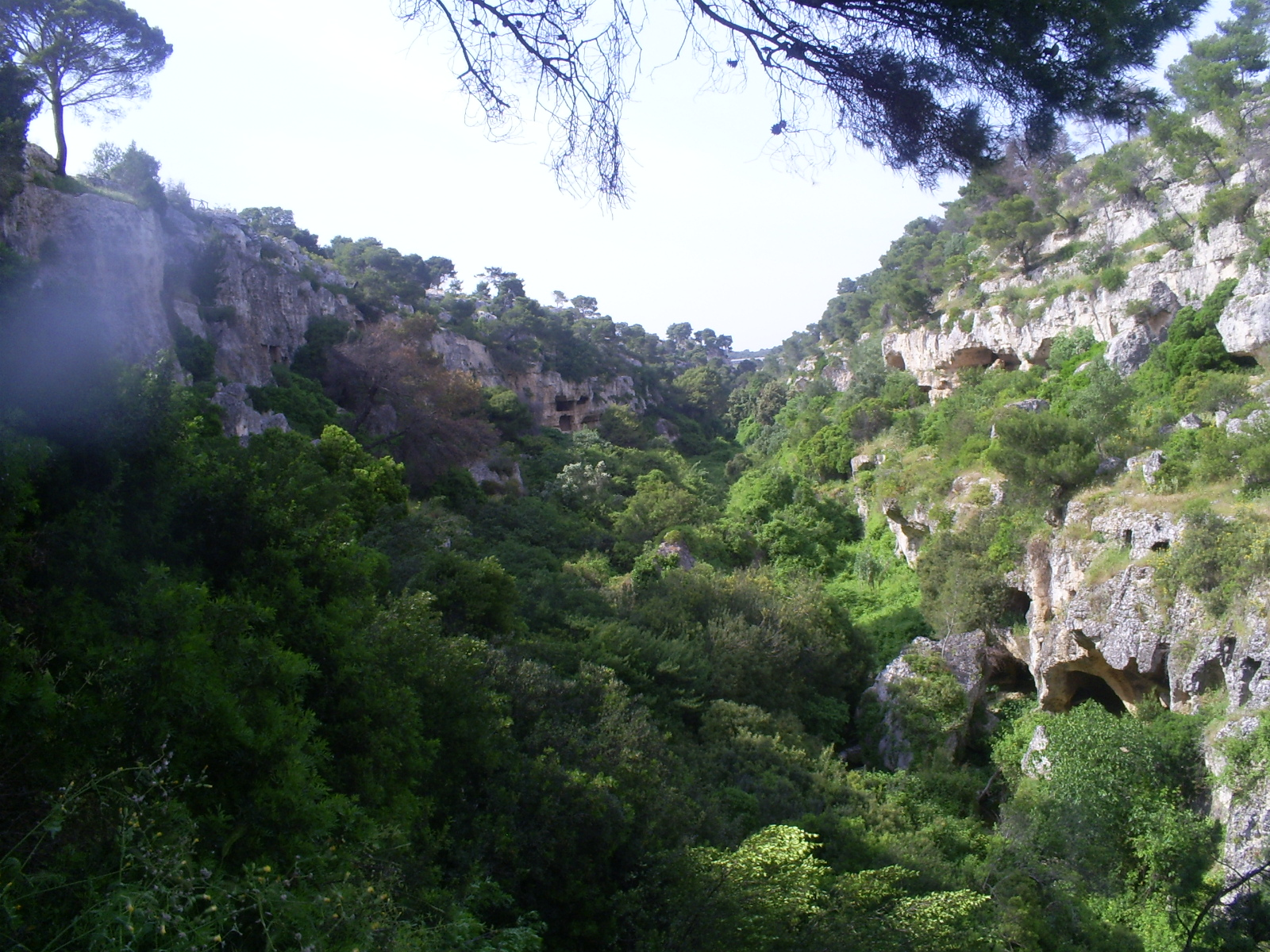
Gravina nel territorio mottolese

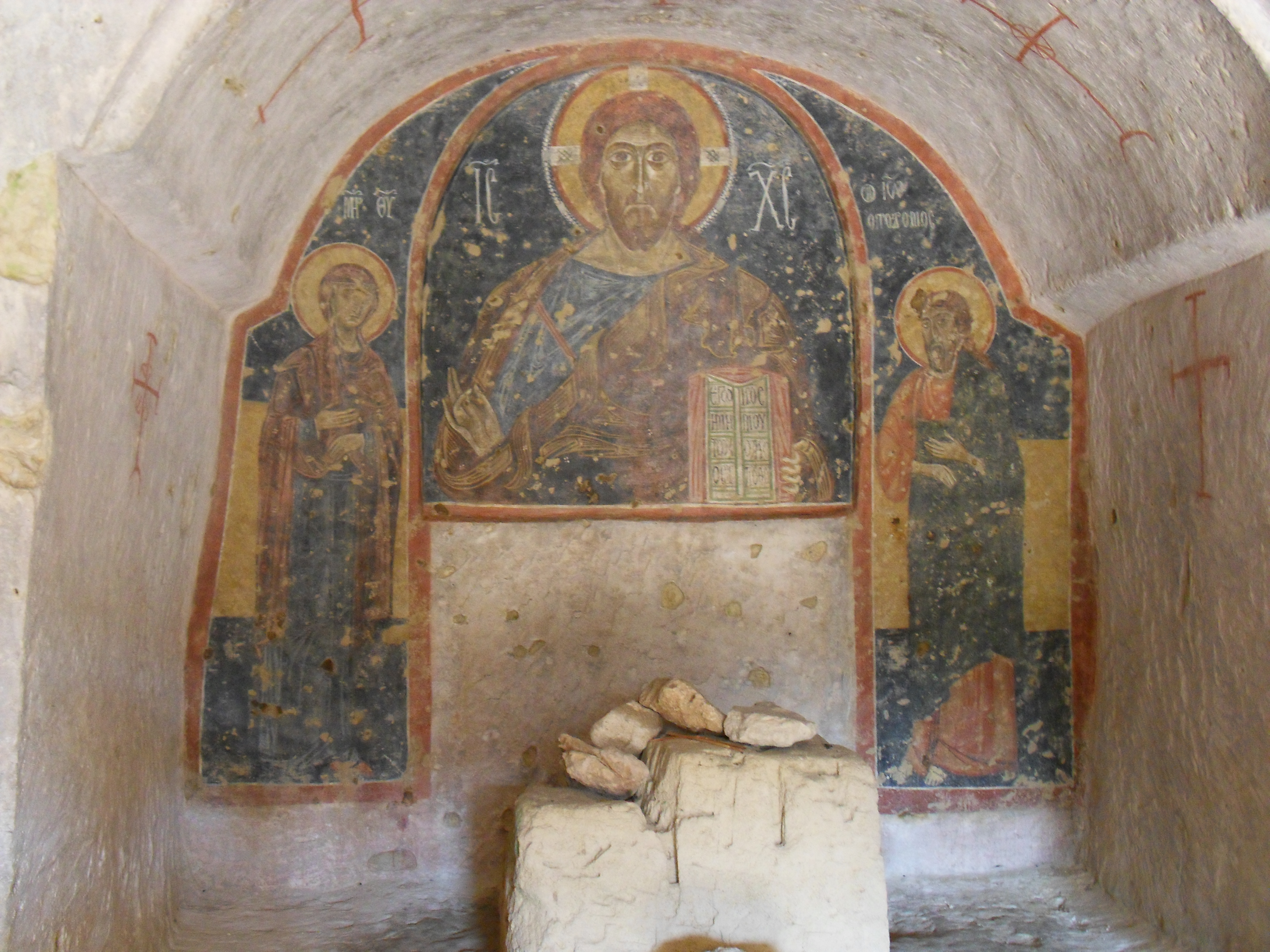
Affresco rappresentante la Deesis nella chiesa di San Nicola

Il territorio di Mottola è ricco di gravine e di lame, disposte principalmente a sud del centro abitato. Tra le principali gravine vi sono quelle della Forcella, di San Biagio, di Capo Gavito e di Petruscio. Sicuramente quest'ultima è la più bella e la più maestosa di tutto l'Arco Ionico: situata a sud-est del centro abitato, anticamente essa ha dato ripari alle civiltà locali sino all'XI-XII secolo. La gravina offre uno spettacolo immenso grazie alla quantità di grotte, tutte scavate a mano e quasi tutte comunicanti fra loro, anche se poste una sopra l'altra come se fossero veri edifici. Nella gravina sono presenti anche chiese rupestri ricche di graffiti. Negli ultimi anni ai margini della gravina sono state anche trovate numerose tracce di resti di insediamenti medievali.
La lama di Petruscio è lunga oltre 4 km e va dalle pendici di Mottola fino a Palagiano, con all'interno oltre duecento grotte, abitazioni, chiese, tombe medievali collegati fra loro da scalinate e sentieri.
Durante la seconda guerra mondiale, le grotte del “villaggio rupestre” di Petruscio sono state utilizzate come riparo dai soldati polacchi. La gravina di Petruscio è percorsa da un piccolo “fiume” che negli ultimi anni si è quasi prosciugato a causa della siccità, ma che continua tuttora a scorrere anche grazie all'acqua derivante dall'impianto idrico di depurazione della città.

### Aree naturali

#### I boschi
Il territorio di Mottola è particolarmente caratterizzato dalla presenza di zone boschive. Sono presenti, infatti, boschi per circa 5800 ettari, il 30% della superficie comunale, ultimi lembi della grande foresta che sino alla fine dell'Ottocento ricopriva gran parte della Puglia e della vicina Basilicata. Il comune presenta nei suoi boschi almeno quattro tipi di querce, il leccio (Quercus ilex), la roverella (Quercus pubescens Willd), la Spinosa (Quercus Coccifera o Calliprinos Webb) e il fragno (Quercus Trojana Webb), una delle querce più rare presenti in Italia. Tra i principali boschi vi sono quello di Sant'Antuono, quello di Lama Cupa e quello di Burgensatico.
Il bosco di Sant'Antuono, di proprietà del comune, sorge su dodici collinette alte tra i 400 e 460 m s.l.m. Situato nella parte nord-est della città, esso si estende per circa 520 ettari ed è un bosco prevalentemente di quercia di fragno. Tra la fauna del bosco è da segnalare la presenza dei cinghiali, anche se il loro numero negli ultimi anni è diminuito, soprattutto a causa della caccia.
Il bosco di Lama Cupa, a nord della città, è situato nella zona di Dolcemorso. Sorge su un soprassuolo di circa 200-300 m s.l.m. Anche questo bosco è prevalentemente di querce, ma è da segnalare anche la presenza dell'Acero minore.
Il bosco di Burgensatico sorge su un altopiano posto a 276-300 m s.l.m. Anch'esso è un bosco prevalentemente di fragno, ma la sua caratteristica principale è la notevole presenza di orchidee selvatiche.

#### La macchia mediterranea

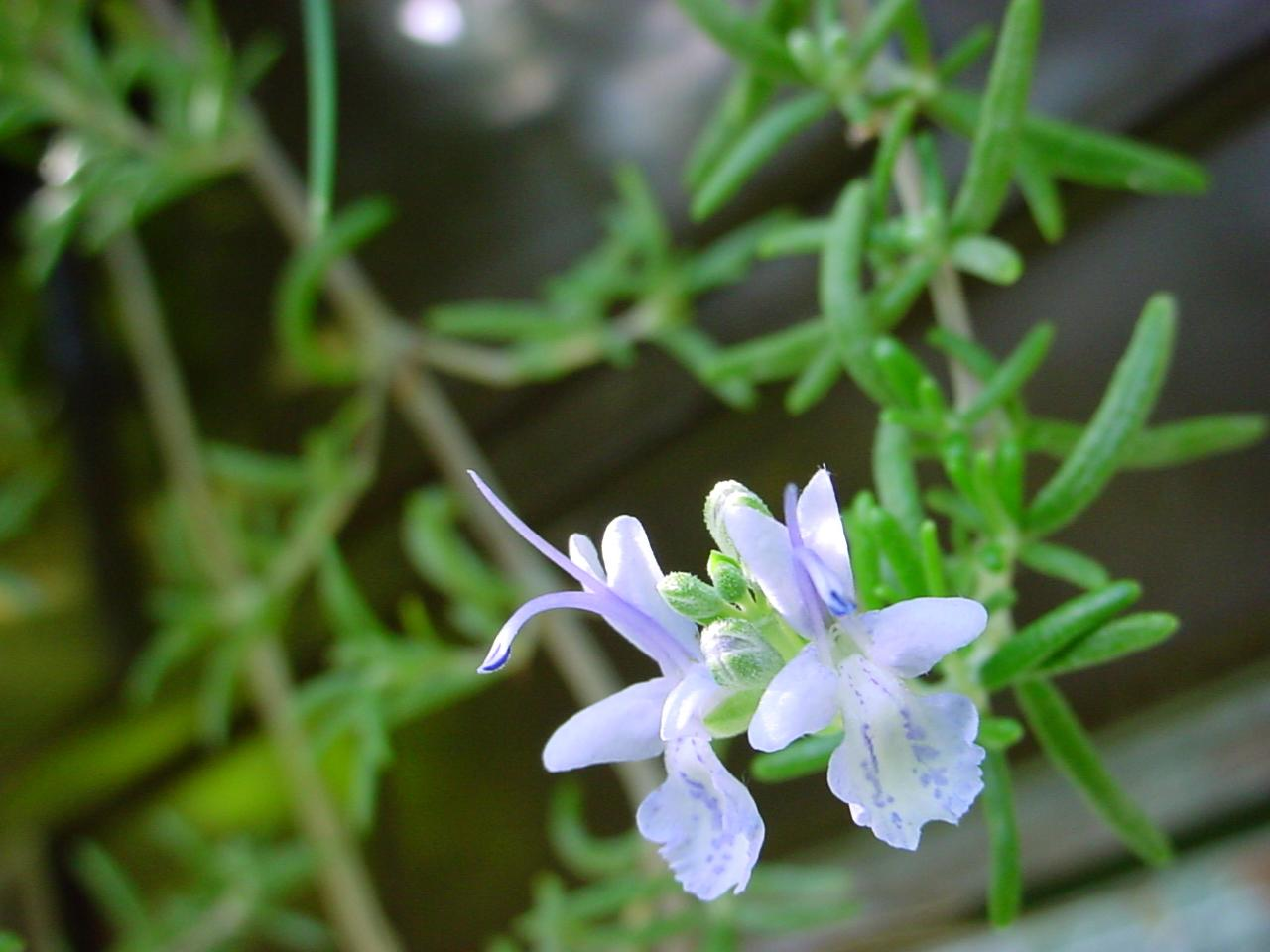
Rosmarinus officinalis

La macchia mediterranea è presente in gran parte del territorio di Mottola, soprattutto nella zona delle grotte e delle gravine. La macchia mediterranea si presenta sotto forma di boscaglia arbustiva che durante l'arco dell'anno non perde mai la sua folta vegetazione e il suo colore caratteristico. Particolare è il paesaggio che si manifesta durante la primavera quando il territorio si riempie di una moltitudine di orchidee selvatiche. Importante anche la presenza del rosmarino che caratterizza il paesaggio anche con il suo profumo.

## Società

### Evoluzione demografica

#### Periodo preunitario
La stima della popolazione mottolese dei secoli passati è possibile dal XVI secolo, quando furono istituiti i registri cedulari.
| Anno | Abitanti |
| ---- | -------- |
| 1633 | 150      |
| 1651 | 400      |
| 1763 | 1146     |
| 1848 | 4299     |
|      |          |

#### Periodo postunitario
Abitanti censiti dal 1861

### Etnie e minoranze straniere
Al 31 dicembre 2023, la popolazione straniera a Mottola ammonta a 419 persone, pari al 3,78% della popolazione residente.

### Religione

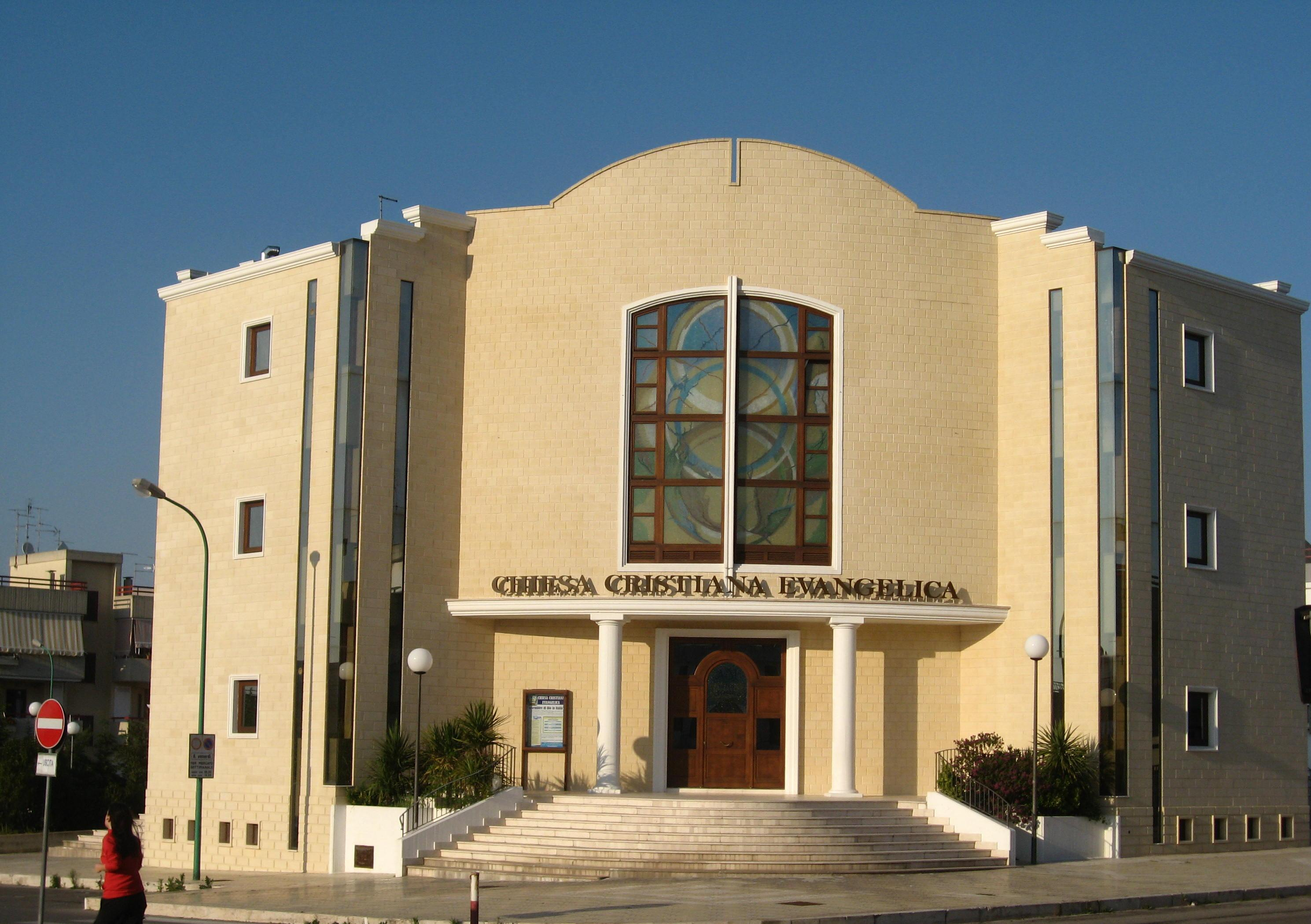
La chiesa cristiana evangelica pentecostale

La religione maggiormente praticata a Mottola è quella cattolica. Il comune appartiene alla Diocesi di Castellaneta ed è stato in passato sede di diocesi. Mottola è un paese ancora legato alle proprie tradizioni e devozioni religiose: su tutte quella di San Tommaso Becket, al quale viene dedicata una manifestazione teatrale che ne ricorda il martirio.
Altra religione professata a Mottola è il protestantesimo: la comunità evangelica battista è attestata dal 1878, mentre quella pentecostale è più recente. Ambedue sono dotate di propri edifici di culto. Vi si trova, inoltre, una Sala del Regno della congregazione dei testimoni di Geova e una Chiesa avventista del settimo giorno.
Incontri ecumenici vengono svolti tra le parrocchie della Diocesi di Castellaneta e la Chiesa cristiana evangelica battista nel mese di gennaio durante la SPUC (Settimana di Preghiera per l'unità dei Cristiani).

### Tradizioni e folclore
- Riti della Settimana Santa: Caratteristiche e particolari nei loro generi sono le manifestazioni religiose legate alla Settimana Santa: quella del Giovedì Santo con la caratteristica Adorazione dei Repositori da parte delle "Paranze", che percorrono incappucciate e a piedi scalzi le vie della città, e quella delle processioni del Venerdì Santo e del Sabato Santo. La "Processione di Gesù Morto" del Venerdì è realizzata dal Comitato Interconfraternale composto dalle Confraternite di Sant'Antonio, del Rosario e dell'Immacolata. Molto suggestiva e di grande prestigio è la Processione dei Sacri Misteri (tradizionali statue raffiguranti le scene della Passione di Cristo) che si svolge la mattina del Sabato Santo a cura della Confraternita del Carmine di Mottola.

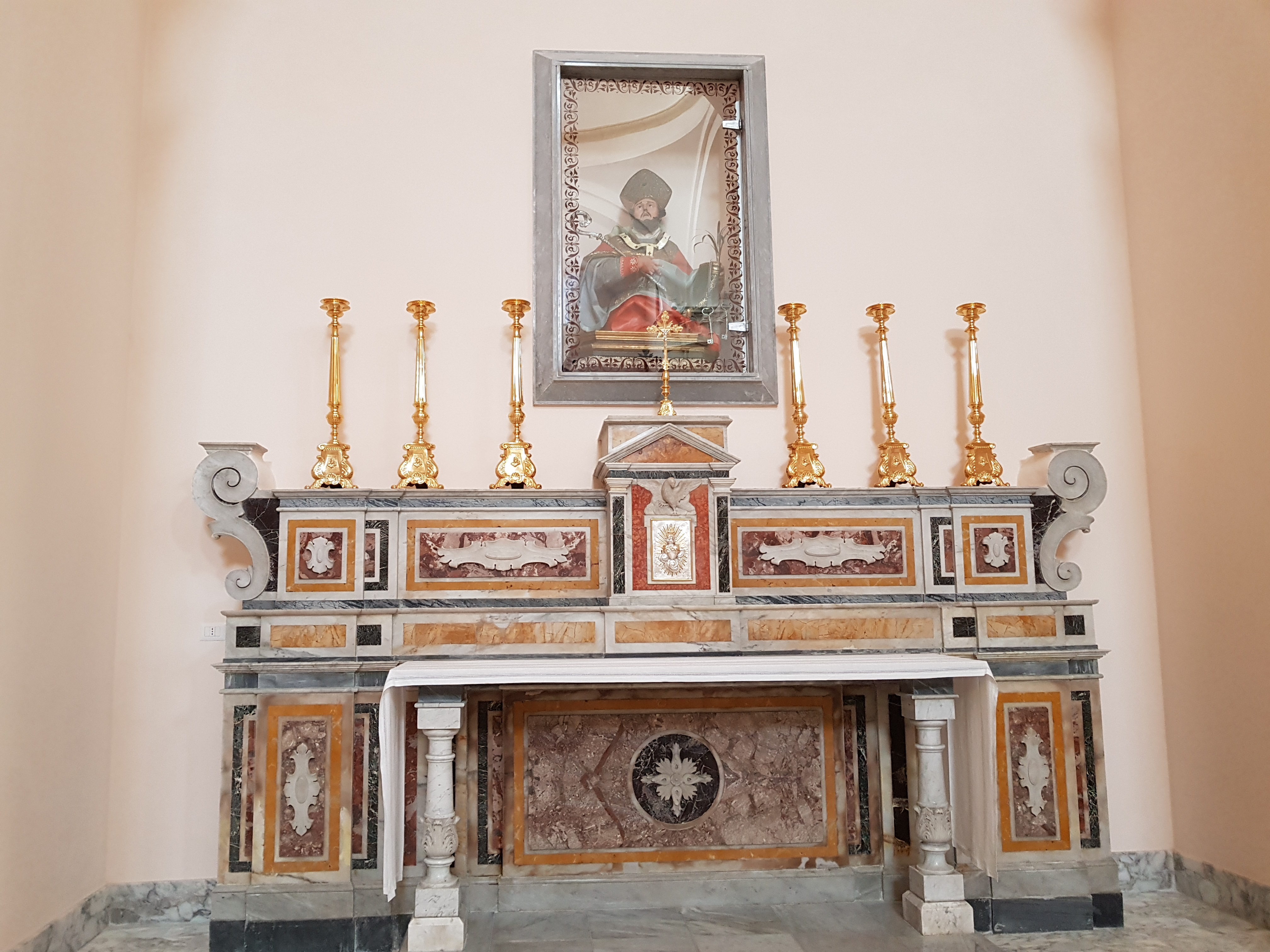
San Tommaso Becket, Patrono di Mottola

- Festeggiamenti in onore di Sant'Antonio di Padova: il 12 e 13 Giugno, hanno luogo i festeggiamenti in onore del Santo di Padova. Nella Chiesa Madre c'è sia il simulacro che la Confraternita omonima. Il 1º Giugno inizia la "tredicina". Il 13 Giugno, esce la Processione che si snoda per le vie principali della città.
- Festeggiamenti in onore della Madonna del Carmine: il 15 e 16 Luglio, si svolgono i solenni festeggiamenti in onore della Madonna del Carmine, curati dalla Parrocchia e dalla Confraternita. Il 7 Luglio inizia la "novena". Il 16 Luglio, esce la Processione per le vie del Paese. Il simulacro della Madonna è portato a spalla dalla "Colonna dei Massari", di cui la Vergine è protettrice. Le serate di festa sono arricchite dai fuochi e dalle bande che suonano nella cassarmonica.
- Festeggiamenti in onore della Madonna del Rosario, Compatrona della Città: il 12 e 13 Ottobre, si celebrano i festeggiamenti per la Madonna del Rosario. Dal 1º Ottobre si svolge la "tredicina". Il 13 Ottobre, si snoda la Processione. Davanti alla Chiesa del Rosario, il Sindaco, insieme al Parroco della ex Cattedrale, impongono simbolicamente le chiavi al braccio della Vergine. Le due serate sono allietate dalle bande, dai fuochi e dalla novità introdotta nel 2016 delle luminarie ad accensione musicale.

- Festeggiamenti in onore di San Tommaso Becket, Patrono della Città: Dal 27 al 29 Dicembre, si tengono i festeggiamenti patronali in onore di San Tommaso Becket, a cura dell'Associazione "Gli Araldi di San Tommaso". Le giornate del 27 e del 28 sono dedicate alla rievocazione storica dell'assassinio. Il 29, giorno in cui si fa memoria dell'assassinio dell'arcivescovo inglese, per le vie di Mottola sfilano gli artisti di strada. Subito dopo, dalla Chiesa Madre (dove è presente la statua del Santo inglese), inizia la Processione che arriva nella piazza principale della città. Il Vescovo della Diocesi di Castellaneta e il Sindaco, impongono le chiavi al Santo. Al rientro in Chiesa, è celebrata la Santa Messa dal Vescovo. Nel 2015, ospite e celebrante fu il Card. Angelo De Donatis, che il 14 Settembre di quell'anno fu nominato Vescovo titolare di Mottola.

## Cultura

### Istruzione

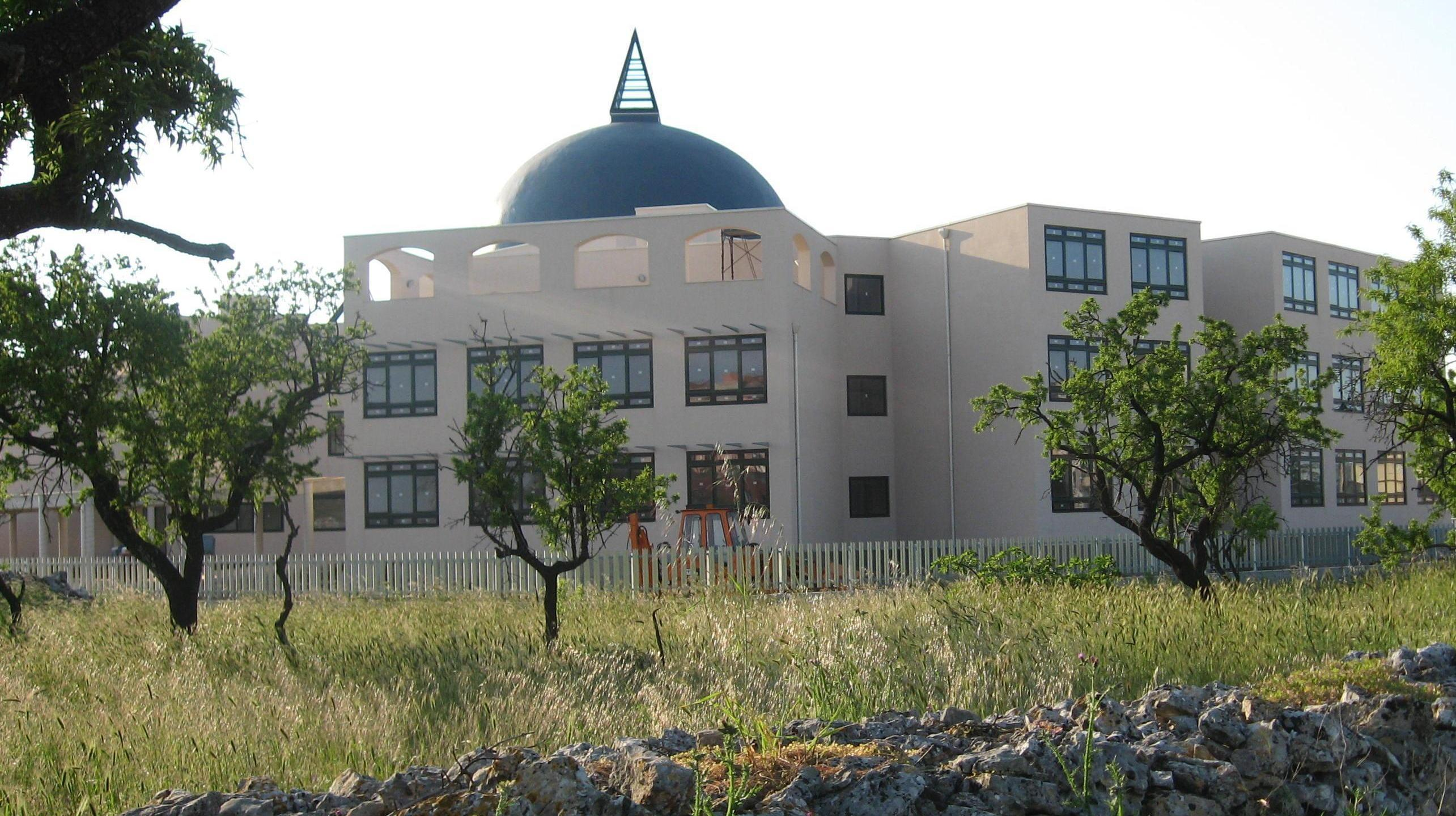
La sede dell'IISS "Lentini-Einstein"

Gli istituti di istruzione di Mottola includono quattro scuole dell'infanzia (due delle quali pubbliche e altrettante parificate), due primarie e una secondaria di primo grado articolata in due plessi.
Vi ha inoltre sede l'Istituto di Istruzione Secondaria Superiore "Lentini-Einstein" con i seguenti indirizzi di studio: Liceo Scientifico, Liceo Linguistico, Grafica e Comunicazione, Servizi Socio-Sanitari, Tecnico di Chimica Materiali e Biotecnologia, Produzioni Industriali ed Artigianali - opzione Arredi e Forniture d'Interni.

### Musica
Sono presenti tre gruppi di musica folkloristica, "Motl la fnodd" (iscritto alla Federazione Italiana Tradizioni Popolari - www.motllafnodd.it Archiviato il 29 marzo 2012 in Internet Archive.), Il Canzoniere mottolese (associato alla F.A.F. It. - Federazione Associazioni Folkloriche Italiane), che con i loro spettacoli e le loro ricerche musicali mantengono viva la storia locale attraverso la presentazione delle figure tipiche e dei 'personaggi' della cultura contadina, i modi di dire e, naturalmente, il dialetto mottolese; e i Terraròss che nel luglio 2011 hanno ricevuto la nomina di gruppo folkloristico ufficiale della Provincia di Taranto.
Esiste una marcia sinfonica intitolata Mottola, scritta dal Maestro Semeraro.

### Cucina
La cucina mottolese risente molto della posizione geografica propizia e ha così potuto beneficiare delle influenze culinarie di tutte le province pugliesi. I piatti storici di questo paese sono: le minestre di legumi cotte in tegami di terracotta chiamate pignate, le fave cotte fresche a mo' di zuppa oppure essiccate e poi cotte per ricavarne una deliziosa purea da accompagnare con verdure selvatiche. Questo piatto nel dialetto locale è chiamato "fêfe e fògghie” oppure “'ngrapiête”. Il purè di fave viene anche accompagnato da olive e peperoni fritti.
Il piatto tipico domenicale è il sugo di carne fatto con le braciole (fettine di carne che vengono condite con aglio, prezzemolo, formaggio e, a seconda dei gusti, pepe o peperoncino; vanno poi arrotolate e chiuse con uno spiedino di ferro) di cavallo o di asino, utilizzato poi per condire le orecchiette.
Un altro tipico formato di pasta sono i cavatelli; insieme alle orecchiette, essi vengono fatti a mano con un impasto di farina di semola e acqua tiepida. La realizzazione di questa pasta avviene con l'aiuto di un coltello. Le orecchiette o i cavatelli si possono anche condire con il cavolo e il pane grattugiato rosolato nell'olio d'oliva (“mùgnele e meddìchele”) o con le più famose cime di rapa, insaporite da un soffritto di olio peperoncino e acciughe sotto sale.
Nel periodo natalizio e pasquale sono presenti molte preparazioni tipiche. A Natale, per esempio, vengono preparate "li scartagghiête" (in italiano: cartellate), sottili strisce di un impasto all'olio che vengono poi arrotolate e fritte, dopo di che vengono insaporite con miele ai mille fiori. Con lo stesso impasto vengono create delle palline, che vengono anch'esse fritte e poi condite, chiamate "purcîdde".
Altri dolci tipici del Natale sono: i biscotti chiamati "bastoni di San Giuseppe" e le pettole zuccherate. In questo periodo si possono gustare anche le focaccine fritte su cui viene spalmata una ricotta fermentata chiamata "recòtta fòrte".
I dolci tipici della Pasqua sono taralli ricoperti da una glassa fatta di zucchero e succo di limone: ”lu geléppe”. La focaccia tipica mottolese è quella farcita con porri (in dialetto locale: “spunzêle”) che viene preparata in determinati periodi dell'anno.

### Eventi
- Strapanoramica Mottolese: iniziativa sportiva organizzata dall' A.S.D. "Correre è salute" nella prima domenica di luglio.

## Geografia antropica

### Frazioni

#### San Basilio
San Basilio è frazione di Mottola, punto strategico per gli scambi commerciali tra versante Ionico e versante Adriatico e tra l'alta Murgia e il Salento. Qui sorge la zona industriale di Mottola, ma è importante anche il settore agro-zootecnico e della carne insaccata. Di rilievo è anche la boscosità della zona: vi si trova il bosco di Dolcemorso, composto in gran parte da querce (4 delle 10 specie differenti di querce pugliesi si trovano in questo bosco).
Alcune masserie facenti parte del comune di Mottola sono:
- Acquagnora
- Belvedere
- Chiancarello
- Masseria rossa
- Monaci
- Terzi
- Perrini
- Colombo
- Lemarangi
- Semeraro
- La Grande Quercia
- Ludovico

## Economia
Rilevante è il settore agro-alimentare, che può appoggiarsi su una buona produzione agricola: ulivi, uva da tavola e da vino, agrumi, ortaggi. La reperibilità di ottimi prodotti alimentari, unito ad una tradizione culinaria centenaria, rendono il settore della ristorazione tra i più importanti e fiorenti dell'economia cittadina. A questo va anche unito un recente sviluppo dei servizi ricettivi che stanno rilanciando il turismo. Molto sviluppati sono l'artigianato e il settore commerciale, mentre è in pieno sviluppo il settore industriale, di cui la produzione di infissi in legno lamellare è il motore: trovano infatti sede nel territorio comunale alcune delle imprese leader nel settore a livello nazionale.
Infatti ulteriore pregio allo sviluppo economico della città è dato dalla nuova zona industriale sorta nella frazione di San Basilio dove trovano sede diverse industrie di diversi settori come: ecologia, meccanica, tessile, distillazione, lavorazione del legno, grande distribuzione ecc.
La zona industriale è posta in zona strategica, a soli 500 metri dallo svincolo autostradale di Castellaneta-Mottola, inoltre si trova a meno di 2 km dalla S.S. 100 che collega Bari a Taranto. Ulteriore potenzialità è data dalla facile percorrenza per raggiungere sia il porto commerciale di Taranto che l'Aeroporto di Bari-Palese.

## Infrastrutture e trasporti

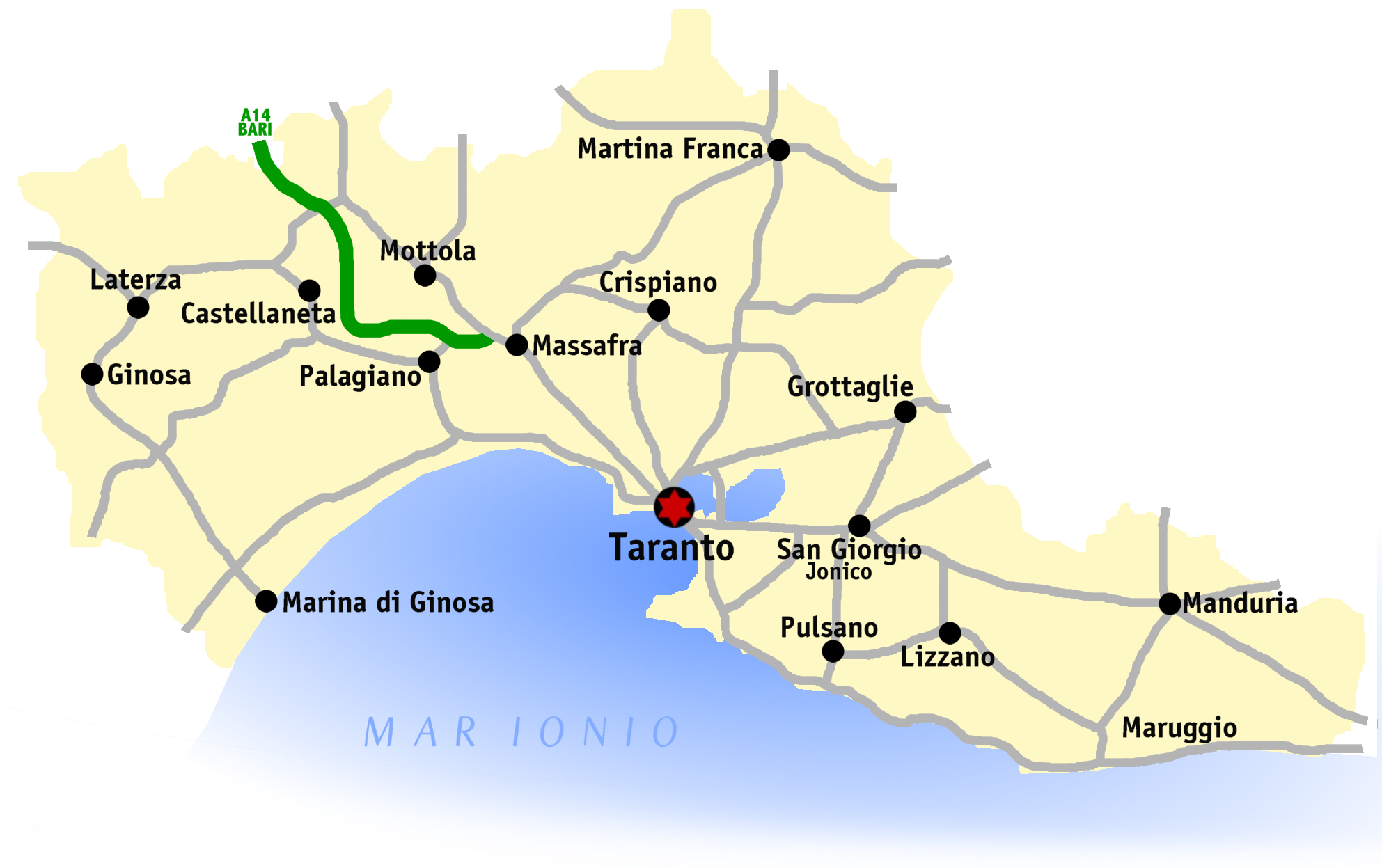
Collegamenti della Provincia di Taranto

### Strade
Autostrade e Strade Statali:
- Autostrada A14 Bologna-Taranto (barriera di Massafra) da e per l'Italia settentrionale
- Autostrada A14 Bologna-Taranto (uscita di Castellaneta-Mottola)
- S.S. 7 ter (Salentina)
- S.S. 7 Appia da e per Brindisi
- S.S 100 Bari-Palagiano

### Ferrovie
Mottola non dispone di una stazione ferroviaria all'interno del suo centro abitato; la stazione ferroviaria denominata Palagiano-Mottola è ubicata nel limitrofo comune di Palagiano.

## Amministrazione

Il gonfalone comunale

| Nome | Nome                           | Mandato           | Mandato        | Partito                                                    | Coalizione       | Coalizione                | Carica  |
| Nome | Nome                           | Inizio            | Fine           | Partito                                                    | Coalizione       | Coalizione                | Carica  |
| ---- | ------------------------------ | ----------------- | -------------- | ---------------------------------------------------------- | ---------------- | ------------------------- | ------- |
|      | Francesco Morea                | 1 settembre 1980  | 8 luglio 1984  | Democrazia Cristiana                                       |                  | Centro                    | Sindaco |
|      | Paolo Giannuzzi                | 6 novembre 1984   | 31 agosto 1985 | Partito Comunista Italiano                                 |                  | Sinistra                  | Sindaco |
|      | Giuseppe Vito Antonio Impedovo | 30 settembre 1985 | 10 aprile 1986 | Partito Comunista Italiano                                 |                  | Sinistra                  | Sindaco |
|      | Giuseppe Alberto De Bello      | 28 maggio 1986    | 18 giugno 1990 | Partito Comunista Italiano                                 |                  | Sinistra                  | Sindaco |
|      | Pietro Scarano                 | 19 maggio 1990    | 22 aprile 1993 | Democrazia Cristiana                                       |                  | Centro                    | Sindaco |
|      | Diego Ludovico                 | 13 maggio 1994    | 13 maggio 2001 | Partito Democratico della Sinistra Democratici di Sinistra |                  | Alleanza dei Progressisti | Sindaco |
|      | Diego Ludovico                 | 13 maggio 1994    | 13 maggio 2001 | Partito Democratico della Sinistra Democratici di Sinistra | L'Ulivo          |                           | Sindaco |
|      | Giovan Battista Esposito       | 21 maggio 2001    | 26 maggio 2002 | La Margherita                                              | Vicesindaco f.f. |                           |         |
|      | Giovanni Quero                 | 26 maggio 2002    | 16 maggio 2012 | Forza Italia                                               |                  | Casa delle Libertà        | Sindaco |
|      | Luigi Pinto                    | 7 maggio 2012     | 24 giugno 2017 | Partito Democratico                                        |                  | Centro-sinistra           | Sindaco |
|      | Giovanni Piero Barulli         | 25 giugno 2017    | in carica      | Movimento 5 Stelle                                         |                  | Movimento 5 Stelle        | Sindaco |

### Altre informazioni amministrative

#### Comunità Montana della Murgia Tarantina
Mottola è sede della Comunità Montana della Murgia Tarantina che comprende 9 comuni della Provincia di Taranto. Dall'8 gennaio 2009, però, la Comunità Montana ha cessato di esistere per poi essere riaperta il 25 agosto 2009 dopo una sentenza della Corte costituzionale, su ricorso della Regione Veneto, che ha annullato la legge finanziaria che ne aveva decretato lo scioglimento.
Mottola attualmente rientra tra i comuni facenti parte del Parco naturale regionale "Terre delle Gravine".

#### GAL - Luoghi del Mito
Mottola fa parte del Gruppo di azione locale (G.A.L.) ” Luoghi del Mito”. Una società consortile a responsabilità limitata volta a promuovere lo sviluppo dei Comuni del versante occidentale della Provincia di Taranto

## Sport
Tra le società di maggior rilievo nel panorama sportivo mottolese, rileviamo:

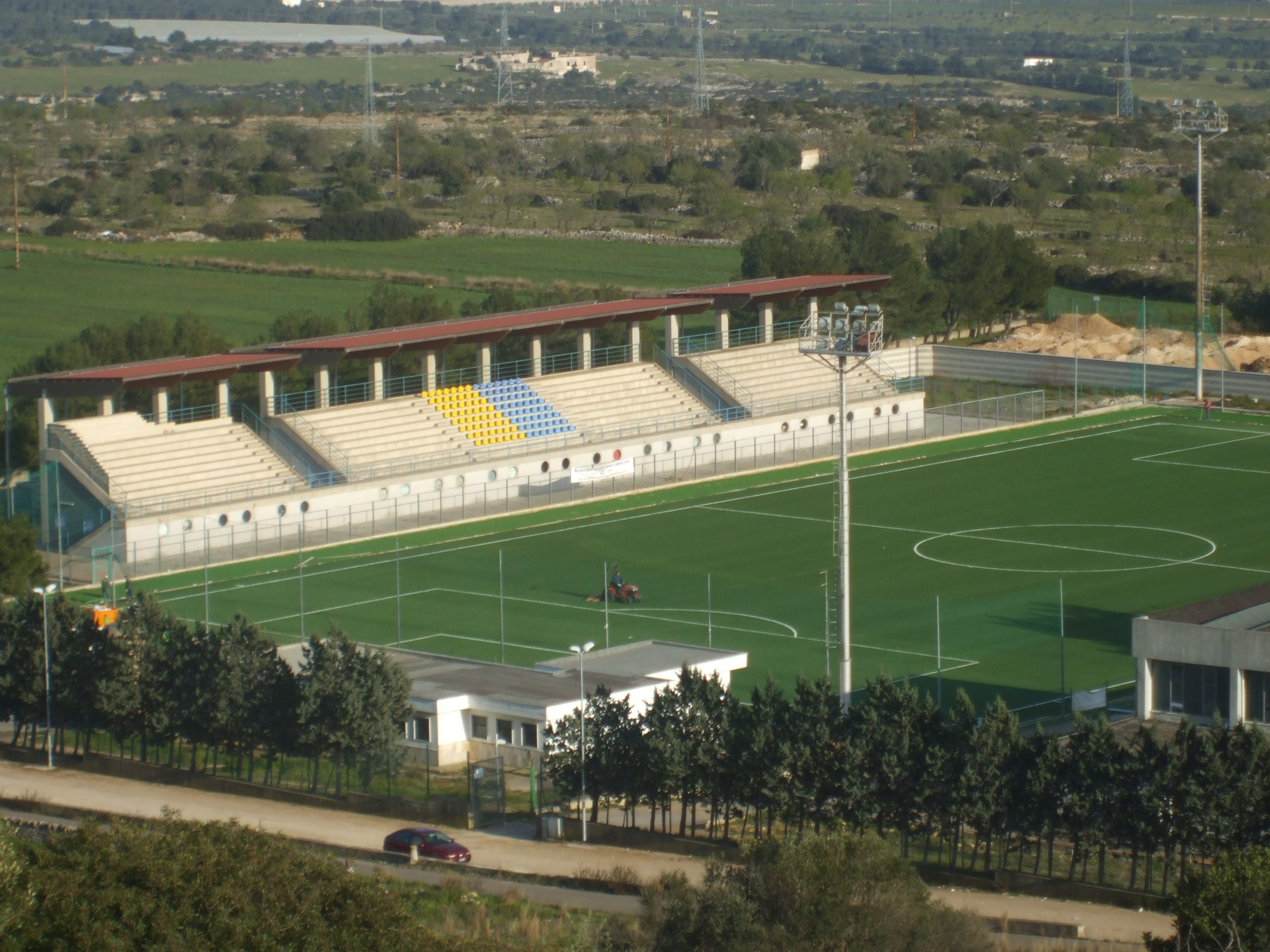
Stadio Comunale T. Chiappara

- La principale squadra di calcio "A.S.D. Real Mottola Calcio 2019"[50], militante nel girone B di Prima Categoria
- La squadra giovanile di calcio "Polisportiva Mottola"
- La squadra di basket maschile "New Sporting Basket Mottola"[51], militante in Prima Divisione
- La squadra di pallavolo "New Sporting Volley Mottola", militante nel Campionato Regionale di Serie C maschile[52]
- Scuola Taekwondo "Yom Chi A.S.D." di Vito Piepoli[53]
- "Sporting Judo Mottola" di Carmelo Caforio
- A.S.D Pugilistica Castellano
- A.S.D Atletica Don Milani[54]

### Impianti sportivi
- Stadio Comunale "Tonino Chiappara"